# Physalis viscida
Physalis viscida är en potatisväxtart som beskrevs av Henry Nicholas Ridley. Physalis viscida ingår i släktet lyktörter, och familjen potatisväxter. Inga underarter finns listade i Catalogue of Life.